# Petalocephala fuscomarginata
Petalocephala fuscomarginata är en insektsart som beskrevs av Cai och Kuoh. Petalocephala fuscomarginata ingår i släktet Petalocephala och familjen dvärgstritar. Inga underarter finns listade i Catalogue of Life.